# Lyceum Club Femenino
Il Lyceum Club Femenino, fondato a Madrid nel 1926 da un gruppo di donne appartenenti all'élite culturale del tempo, su modello del Lyceum Club di Londra, fu un importante centro di attività culturale e sociale organizzato da e per le donne, nato con l'intento di promuovere la partecipazione femminile e di offrire uno spazio di incontro e confronto, sostenendo i diritti, gli interessi e lo sviluppo educativo, intellettuale e professionale femminile.
Divenne un centro di diffusione di importanti campagne sociali, come quella per il diritto di voto e per l'eguaglianza giuridica, ed in questo senso è stato definito come l'associazione più conosciuta e citata del femminismo spagnolo, "la prima associazione femminista del paese". Alcuni studi ne hanno sottolineato l'importanza come luogo di formazione e reclutamento di quell'élite intellettuale femminile che si preparava "a governare la Repubblica e a promuovere la modernità". Il momento di maggior vitalità del Lyceum si registra negli anni repubblicani; molte fra le associate ebbero incarichi importanti tra il 1931 e il 1936.
Il Lyceum era situato presso la Casa de las Siete Chimeneas, Calle de las Infantas, n. 31; successivamente traslocò nella Calle de San Marcos, n. 44. Presidente era la pedagogista e scrittrice noucentista Maria de Maeztu, già direttrice della Residencia de Señoritas, fondata nel 1915 per dare alloggio alle giovani che studiavano a Madrid.
Il Lyceum cessò la sua attività nel 1939, con l'avvento della dittatura del generale Francisco Franco.

## Contesto
Il Lyceum venne fondato nel 1926 da un centinaio di donne provenienti da ambienti culturali illuminati, sull'esempio del primo Lyceum creato nel 1904 a Londra dall'artista britannica Constance Smedley, femminista e suffragista, l'International Lyceum Club for Women Artists and Writers. Il club londinese era stato creato come luogo di incontro, aggregazione e confronto per donne impegnate nella letteratura, nel giornalismo, nell'arte, nella scienza e nella medicina, similmente a quanto avveniva nei club professionali maschili dell'epoca. Il liceo non era il primo né l'unico club per sole donne esistente in Gran Bretagna: i 36 registrati nel 1906 comprendevano tutti gli interessi e le classi sociali, dalle aristocratiche, alle attrici, alle universitarie e alle impiegate comunali. La loro improvvisa popolarità testimonia la crescente aspirazione delle donne a eguagliare, se non a sfidare, l'istituzione vittoriana dei club maschili. Ciò che contraddistingue il Lyceum fondato da Constance Smedley è che combina questa istituzione con lo "zelo riformatore di un gruppo di pressione politica", attivandosi sulla campagna dei diritti delle donne e della cooperazione internazionale, unendo cultura, emancipazione, cosmopolitismo.
Il Lyceum londinese era situato al n. 128 di Piccadilly, aveva una biblioteca, una galleria d'arte in cui era esposto il lavoro delle associate, 35 camere da letto e diverse dipendenti che ne garantivano il funzionamento. Presto sorsero club simili a Berlino, Parigi, Bruxelles, New York, Roma, L'Aia e altre città del mondo.
Nel 1908 fu organizzata una federazione internazionale di queste associazioni, l'International Association of Lyceum Clubs (IALC), una rete mondiale rivolta a donne professioniste interessate all'apprendimento permanente e allo scambio internazionale, animata da ideali femministi e pacifisti. Scrittrici e professioniste ebbero l'opportunità di incontrarsi in un ambiente prestigioso, di competere allo stesso modo con gli uomini e di stringere legami con donne di altri paesi con cui condividevano la prospettiva di emancipazione.

## Il Lyceum di Madrid
Il Lyceum di Madrid venne fondato 22 anni dopo quello di Londra; l'anno precedente alla sua istituzione, una delle fondatrici, Carmen Baroja, durante un viaggio a Londra con la cognata Carmen Monné, senza i rispettivi mariti, soggiornò proprio al Lyceum Club della capitale britannica.
Al momento della sua fondazione l'associazione aveva 115 associate, molte delle quali già gravitanti intorno alla Residencia de Señoritas, e si basava sugli Statuti di Londra. Similmente al Lyceum londinese, quello madrileno era suddiviso in sei sezioni: arti sociali, letterarie, figurative e industriali, musica, scienze, internazionale. Una settima, speciale, era dedicata all'area ispano-americana.
Un segnale del forte legame esistente fra le promotrici del Lyceum e le scrittrici e artiste ispanoamericane è rappresentato dalle numerose attività culturali presenziate da queste ultime: nel 1929 la cilena Gabriela Mistral, amica di Victoria Kent, organizzò una lettura di poesie; l'argentina Victoria Ocampo tenne una conferenza tra il 1931-32; altre partecipanti furono le poetesse Alfonsina Storni, argentina, e Delmira Agustini, uruguaiana; l'antropologa cubana Lydia Cabrera, la scrittrice venezuelana María Teresa de la Parra, la pittrice Norah Borges, sorella dello scrittore Jorge Luis Borges.
Simbolo della vivacità culturale dell'epoca, il Lyceum promosse incontri e conferenze con i maggiori intellettuali del tempo, organizzati settimanalmente, dal 1928 al 1932, da una delle cofondatrici, Pilar de Zubiaurre, scrittrice e pianista. Fecero parte della lista degli oratori Rafael Alberti, Ramón Gómez de la Serna, León Felipe, Pedro Salinas, Américo Castro e Manuel Azaña; Federico García Lorca lesse Poeta a New York e Miguel de Unamuno la sua opera Raquel encadenada. Famosa fu la conferenza di Rafael Alberti nel 1929, intitolata Palomita y galápago (¡NO más artríticos!), in cui il poeta, vestito da clown e in compagnia di una colomba e una testuggine, prese in giro alcuni famosi intellettuali dell'epoca, provocando costernazione fra il pubblico. Nelle sue memorie la scrittrice Carmen Baroja scrisse che arrivò un momento in cui “tutti erano pazzi per il Lyceum. Non c'era intellettuale, medico o artista che non tenesse una [conferenza]." In realtà il Lyceum fu anche oggetto di polemica e critica da parte dei settori più conservatori della società e della chiesa; in Iris de Paz, una rivista cattolica, le donne del Lyceum vennero definite "mujeres sin virtud ni piedad", e l'associazione una "verdadera calamidad para el hogar y enemigo natural de la familia". Alcuni intellettuali dell'epoca rifiutarono di presenziare alle conferenze cui erano stati invitati; il drammaturgo Jacinto Benavente definì le organizzatrici "tontas y locas". Da parte di alcuni detrattori del Lyceum, esso venne chiamato con disprezzo il "club de las maridas", poiché diverse iscritte erano mogli di uomini famosi.
Secondo l'ispanista statunitense Shirley Mangini, il Lyceum fornì alle donne di Madrid tre possibilità senza precedenti: coltivare una vita sociale e culturale di convivenza tra donne, dimostrare i propri talenti e abilità, proporre cambiamenti giuridici e sociali a favore delle donne. Ad esempio, nel 1927 la sezione sociale del Lyceum organizzò una campagna per sopprimere l'articolo 57 del codice civile che sottometteva la moglie ai voleri del marito, e per sostenere l'uguaglianza economica fra i coniugi.
Il Lyceum promosse diverse opere sociali, come la fondazione della Casa del Niño, un asilo gratuito per figli di lavoratori, e la Asociación Auxiliar del Niño, con sede in tre quartieri proletari di Madrid, dotata di biblioteche e laboratori di addestramento professionale.

### Composizione[18]
- Presidente: María de Maeztu
- Vice-presidenti: Victoria Kent e Isabel Oyarzábal
- Segretaria: Zenobia Camprubí
- Tesoriera: Amalia Galárraga
- Vice-segretaria: Helen Phillips
- Bibliotecaria: María Martos de Baeza

## Le associate
Nel 1929, tre anni dopo la sua fondazione, il numero delle associate era quasi triplicato, passando da 151 a 450, e spingendo la creazione di una nuova sede a Barcellona nel 1931. L'adesione era riservata alle donne impegnate in lavori letterari, artistici o scientifici, o in attività sociali, o in possesso di diplomi di istruzione superiore. Non vigevano restrizioni di accesso per stato civile, orientamento politico, religioso, sessuale, classe sociale, anche se - di fatto - soprattutto le donne appartenenti a un ceto medio-alto possedevano l'istruzione necessaria per essere ammesse. Nel 1930, su circa 500 membri, 475 donne erano sposate. Circa il 40% delle associate svolgeva un'elevata attività professionale: insegnante, medico, traduttrice, farmacista, avvocata, giornalista, illustratrice, psicologa.
Fra le associate del Lyceum Club vi erano le principali esponenti dell'élite intellettuale del tempo: Carmen Baroja, Matilde Calvo Rodero, Clara Campoamor, Zenobia Camprubí, Ernestina de Champourcín, María de Maeztu, Amalia Galárraga, Matilde Huici, Victoria Kent, María Lejárraga, María Teresa León, Concha Méndez, Margarita Nelken, Victorina Duran, Isabel Oyarzábal, María Martos Arregui O'Neil, Carmen Monné, María Francisca Clar Margarit, Julia Iruretagoiena e Rosa Spottorno, Elena Fortún.

## Chiusura del Lyceum
Dopo la guerra civile spagnola e la caduta della Repubblica nel 1939, il regime franchista smantellò il Liceo, istituendo al suo posto il "Club Medina", un'organizzazione falangista, conservatrice e reazionaria, gestita dalla Sezione Femminile della Falange, diretta da Pilar Primo de Rivera. La nuova organizzazione divenne uno strumento messo in atto per annullare le conquiste fatte in precedenza e per riaffermare il ruolo subordinato delle donne.